# Русе-Восток (ТЭЦ)
Теплоэлектроцентра́ль «Ру́се-Восто́к» (болг. ТЕЦ Русе Изток) — энергетическое предприятие в городе Русе, Болгария.

## История
Строительство электростанции началось в 1961 году в соответствии с 4-м пятилетним планом развития народного хозяйства НРБ, в октябре 1961 года начались землеройные работы и в 1964 году первая очередь предприятия была введена в эксплуатацию под наименованием ТЭЦ «Русе». В 1966 году была введена в строй вторая очередь предприятия.
В дальнейшем, в связи с постройкой в 1968—1972 гг. ТЭЦ «Русе-Запад», объект был переименован в ТЭЦ «Русе-Восток».
В 1971 году был построен третий блок и в 1985 году — четвёртый блок, после чего мощность ТЭЦ увеличилась до 400 МВт.
ТЭЦ строилась по программе производственной кооперации стран СЭВ, здесь было установлено оборудование производства ЧССР и СССР.
В 1989 году было принято решение о переходе Болгарии к рыночной экономике, после чего была создана Национальная электрическая компания (в ведение которой передали ТЭЦ).
18 октября 1994 года было подписано российско-болгарское соглашение о сотрудничестве в области энергетики, добычи угля и газоснабжения, которое предусматривало участие российских предприятий в реконструкции и модернизации блока «Русе-Восток-1У» теплоэлектроцентрали «Русе-Восток».
В 2000 году была создана акционерная компания «Топлофикация Русе» ЕАД, в ведении которой с этого времени находится ТЭЦ.